# بروكس آدامز
بروكس آدامز (بالإنجليزية: Brooks Adams)‏ (و. 1848 – 1927 م) هو مؤرخ، وكاتب عمومي، وبروفيسور (أستاذ جامعي)، وكاتب من الولايات المتحدة الأمريكية . ولد في كوينسي، ماساتشوستس .
توفي في بوسطن .

## التعليم
تعلم في كلية هارفارد للحقوق.

## مناصب وهيئات
أدار جامعة هارفارد.

## روابط خارجية
- بروكس آدامز على موقع الموسوعة البريطانية (الإنجليزية)
- بروكس آدامز على موقع إن إن دي بي (الإنجليزية)